# Maia (mythologie)

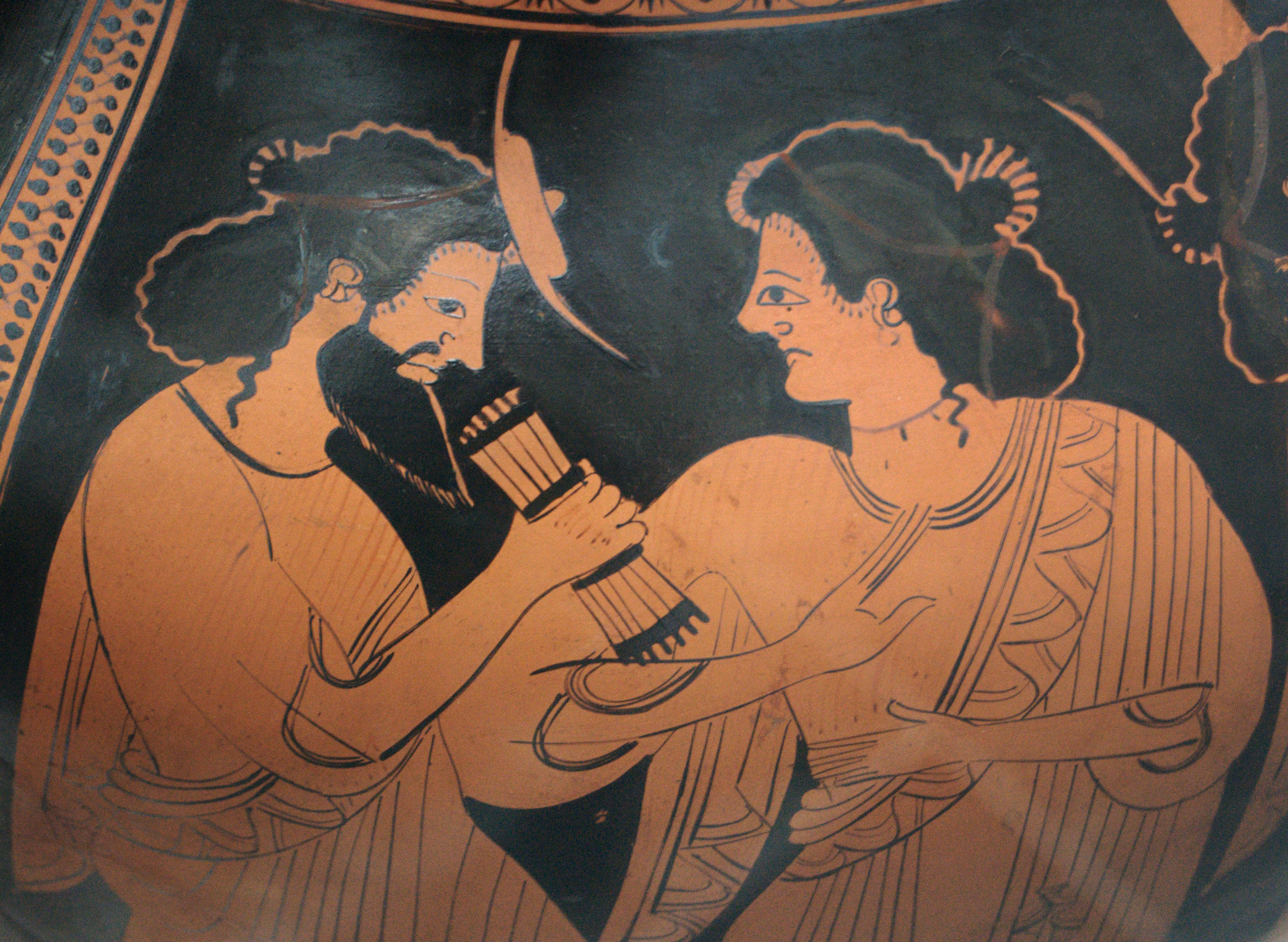
Godenvergadering met Hermes en Maia ca. 500 v.Chr.

Maia (Oudgrieks: Μαῖα, Μαιάς of Μαίη) is in de Griekse mythologie de oudste van de Pleiaden, de zeven dochters van Atlas en Pleione. Ze wordt met haar zussen ook wel als een van de berggodinnen genoemd, omdat ze geboren zijn op de berg Cyllene in Arcadië. Maia is de oudste, mooiste en meest verlegen van de Pleiaden.
In een grot in de berg Cyllene werd zij door Zeus de moeder van Hermes. Dit verhaal wordt verteld in de Homerische Hymne aan Hermes.
Nadat Maia was bevallen van Hermes, wikkelde ze hem in dekens en ging slapen. De baby, die snel ouder werd, kroop naar Thessalië, waar hij in de schemering van de eerste dag wat vee van de god Apollo stal. Ook vond hij de lier uit. Toen Maia dit te horen kreeg, weigerde ze het te geloven, en pas toen Zeus tussenbeide kwam en de kant van Apollo koos, was ze overtuigd. Apollo wilde echter zijn vee niet terug, maar nam de lier als prijs.

## De meimaand
De Romeinen vierden diverse voorjaarsfeesten. Begin mei hadden ze het meerdaagse bloesemfeest, de Floralia geheten. Op de eerste dag van mei vierden ze het feest van de aardgodin Bona Dea ('de Goede Godin'), die later met de Griekse godin Maia werd geïdentificeerd. Het Griekse woord μαια (maia) betekende oorspronkelijk 'moeder' en later 'vroedvrouw' (μαιεια-maieia). De Romeinen vereerden deze Griekse moedergodin opdat zij de dingen van de natuur zou laten groeien. En zij noemden de meimaand (Maius in het Latijn) naar haar. Het Latijnse woord maior (= 'groter') is aan maia verwant, zo ook het woord maiestas (= 'aanzien', 'pracht', 'het hoog in aanzien zijn', 'verheven zijn').
In de Middeleeuwen ontstond in Italië het gebruik om de maand mei toe te wijden aan de Heilige Moedermaagd Maria, "de Moeder Gods".